# EMA (певица)
Эрика М. Андерсон (англ. Erika M. Anderson), сценический псевдоним EMA — американская певица из Южной Дакоты. Была участницей группы Gowns, в 2011 году начала сольную карьеру, выпустив альбом Past Life Martyred Saints, который высоко оценили издания Pitchfork Media, Drowned in Sound и New Musical Express. Вслед за этим EMA названа «новичком дня» в газете Guardian и «исполнителем на заметку» в журнале Rolling Stone. В том же году она исполнила песню «Endless Nameless» на трибьюте, посвящённом 20-летию с момента выхода альбома Nevermind группы Nirvana. О певице часто писали в блогах, и она входила в десятку самых обсуждаемых исполнителей в блогах по данным Hype Machine.

## Дискография

### Альбомы
- Little Sketches On Tape (2010, кассета)
- Past Life Martyred Saints[англ.] (2011)
- The Future's Void[англ.] (2014)[9]
- Exile in the Outer Ring[англ.] (2017)

### Синглы
- «The Grey Ship» (2011)
- «California» (2011)
- «Soul on Fire» (2011)
- «Milkman» (2011)
- «Marked / Angelo» (2011)